# Cynanchum ellipticum
Cynanchum ellipticum là một loài thực vật có hoa trong họ La bố ma. Loài này được (Harv.) R.A.Dyer mô tả khoa học đầu tiên năm 1937.